# (31249) Renéefleming
(31249) Renéefleming est un astéroïde de la ceinture principale.

## Description
(31249) Renéefleming est un astéroïde de la ceinture principale. Il fut découvert le 27 février 1998 à Caussols par ODAS. Il présente une orbite caractérisée par un demi-grand axe de 3,25 UA, une excentricité de 0,27 et une inclinaison de 1,6° par rapport à l'écliptique.
Il est nommé d'après la soprano Renée Fleming.